# Argonauta argo
Argonauta argo (nomeada, em inglês, common paper nautilus, paper nautilus ou greater argonaut; em alemão, Papierboot ou Großes Papierboot; em neerlandês, papiernautilus; em grego moderno, Αργοναύτης; em russo, Аргонавт большой; em japonês, アオイガイ; em francês, argonaute voilier; em catalão e outras línguas românicas, incluindo o português, argonauta) é uma espécie de molusco cefalópode marinho e pelágico pertencente à família Argonautidae da ordem Octopoda (que compreende os polvos), classificada por Carolus Linnaeus, em 1758, na sua obra Systema Naturae, junto à sua determinação de gênero (Argonauta), sendo a sua espécie-tipo e a maior do seu gênero, com o comprimento máximo de sua fina e frágil concha, quase totalmente branca e sendo lateralmente comprimida, atingindo os 30 cm; possuindo uma quilha plana com duas fileiras de muitos nódulos pontiagudos e cristas radiais onduladas, com as laterais possuindo projeções ou "orelhas"; usada pelas fêmeas para proteger os seus ovos e fabricada por dois de seus tentáculos, de amplas abas membranosas. O macho de Argonauta argo não possui concha e, enquanto o corpo das fêmeas pode crescer até 13 cm, eles atingem apenas cerca de 2 cm; apresentando um tentáculo de maior comprimento que se destina à fecundação.

## Descoberta
Embora tenham sido bem documentados durante séculos, com seu tipo nomenclatural coletado na região do mar Mediterrâneo, desde Aristóteles a sua verdadeira natureza estava envolta em mistérioː o filósofo grego acreditando que o seu primeiro par de braços dorsais, grandes e modificados nas fêmeas, à guisa de vela os levassem a navegar ao longo da superfície do oceano, com os outros braços usados como remos e assim recebendo dele a denominação argonauta, dada ao tripulante da lendária e mitológica nau Argo (denominação dada ao descritor específico de Argonauta argo). Apenas no século XIX uma mulher, costureira e bióloga autodidata cujo nome era Jeanne Villepreux-Power, se concentrou no estudo dos argonautas e descobriu a verdadeira função de sua concha e tentáculos modificados.

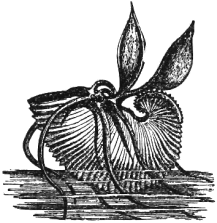
Um espécime fêmea de A. argo em uma ilustração do ano de 1833, com seus tentáculos como velas e sua concha como barco.
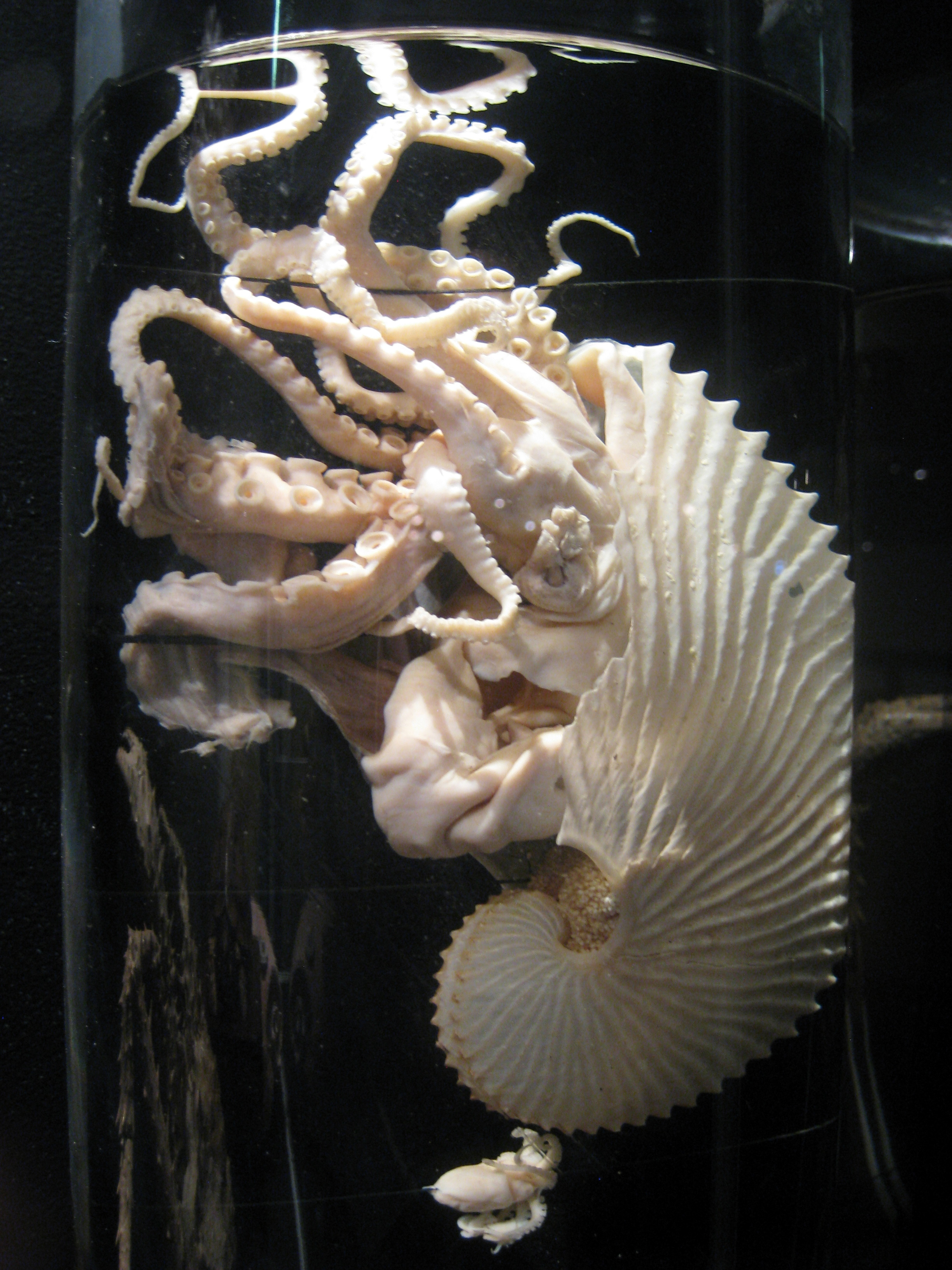
Um espécime fêmea de A. argo no Museu de História Natural da Universidade de Oslo, Noruega. O macho não possui concha.

## Distribuição geográfica
Argonauta argo está distribuído cosmopolitamente em mares tropicais e quentes, incluindo o Mediterrâneo.